# دورگا

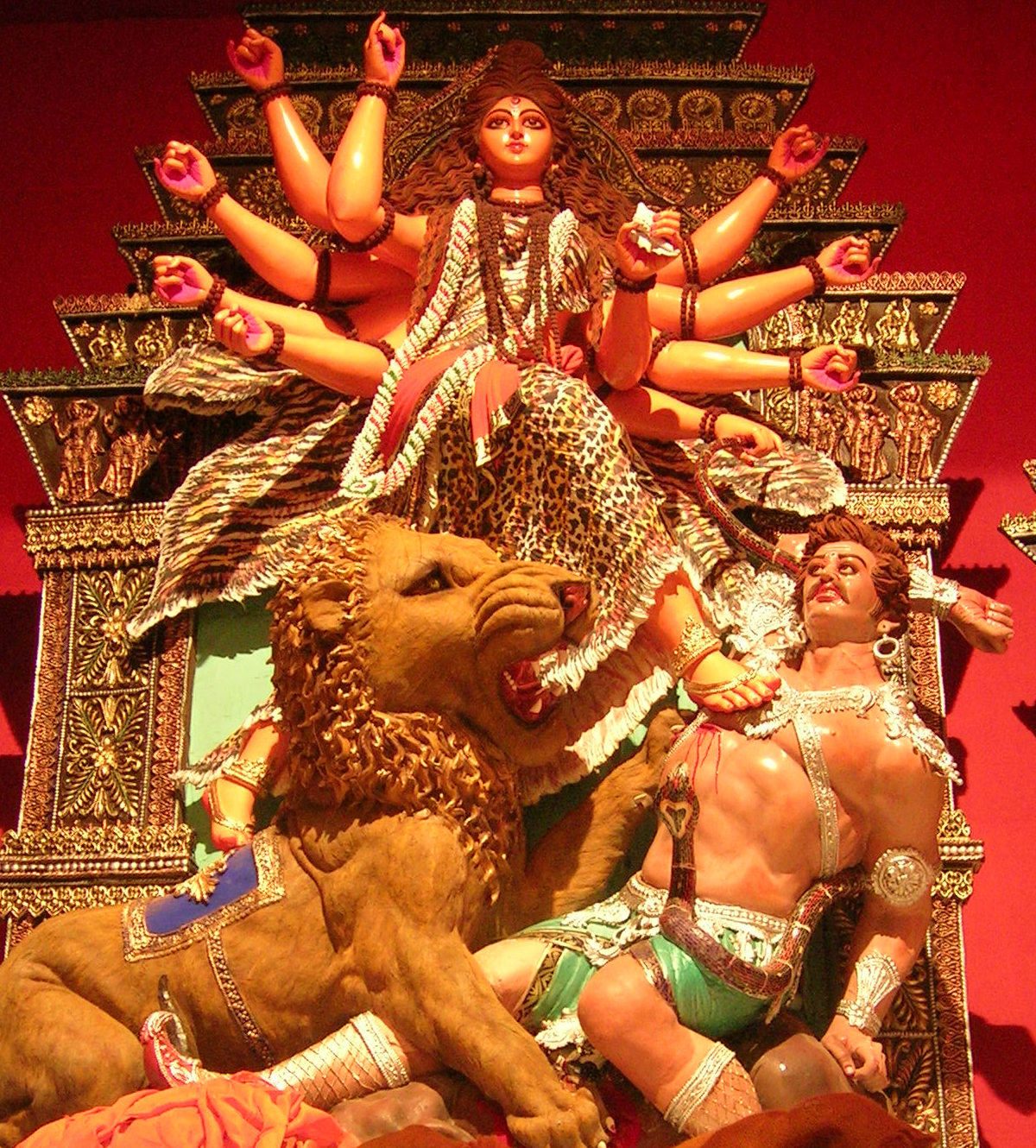
نام پرونده:332 Durga-alone.pngتوضیحات:"دورگا، سوار بر شیرش، به مایساسور حمله می کند.

دورگا، یکی از ایزدبانوان سه‌گانه در اساطیر هند است.
برخی شاخه‌های مذهب هندوئیسم بر این عقیده‌اند که با کمک سرسوتی و پارواتی، دورگا به صورت تجسمی جدید از لاکشمی زاده شده‌است.
اغلب دورگا را به صورت زنی جنگاور، سوار بر شیر یا ببر تصویر کرده‌اند که چندین دست دارد و سلاح‌های گوناگونی در مشت می‌فشارد و در نبرد با مهیش‌اسورا (میش‌اهورا) است. از این‌رو از دورگا با لقب «مهیش‌اسوراکش» هم یاد می‌شود.
این تصویر از او، دورگا را به صورت نمادی از نیرو و توان زنانگی نشان می‌دهد.